# Патти, Бадж
Джон Эдвард (Бадж) Патти (англ. John Edward 'Budge' Patty; 11 февраля 1924, Форт-Смит, Арканзас — 3 октября 2021, Лозанна, Швейцария) — американский теннисист, первая ракетка мира среди любителей в 1950 году. Патти, победитель чемпионата Франции и Уимблдонского турнира 1950 года в одиночном разряде, был также чемпионом Франции 1946 года в миксте и Уимблдона 1957 года в мужских парах. Член Международного зала теннисной славы с 1977 года.

## Биография
Джон Эдвард Патти родился в Арканзасе и вырос в Лос-Анджелесе. Прозвище «Бадж» он получил в эти годы от брата, который говорил, что он настолько ленив, что даже с места не сдвинется (англ. budge).
Патти начал играть в теннис в Лос-Анджелесе и уже до вступления США во Вторую мировую войну принял участие в своём первом чемпионате США. Однако война прервала его спортивную карьеру, он участвовал в боевых действиях в Европе и по окончании войны решил там остаться. Формально оставаясь американским гражданином, он в дальнейшем чаще участвовал в европейских теннисных турнирах, чем в американских, сыграв 15 раз в чемпионате Франции, 14 — в Уимблдонском турнире и только восемь — в чемпионате США.
Уже в первом послевоенном розыгрыше чемпионата Франции Патти завоевал свой первый титул в турнирах Большого шлема, победив с Полин Бетц в соревновании смешанных пар. Обладая великолепным ударом открытой ракеткой и уверенно играя у сетки, он демонстрировал отличный потенциал, но ему не хватало упорства. Как в дальнейшем вспоминал сам Патти, часто он получил в матче преимущество и ослаблял натиск, давая сопернику отыграться и потом пытаясь выиграть решающий сет (наиболее полным выражением нехватки воли к победе станет позже матч чемпионата Франции 1958 года, в котором Бадж, выигрывая 5-0 по геймам и 40-0 на своей подаче в решающем сете, сумел проиграть его Роберу Хайе). Тем не менее ему удалось в 1947 году дойти до полуфинала на Уимблдоне, а через год — на чемпионате Франции. В 1949 году в Париже он стал финалистом, проиграв Фрэнку Паркеру.
После этого Патти решил, что пришла пора выигрывать, и в начале 1950 года бросил курить и начал ежедневные пробежки. В середине года он выиграл и чемпионат Франции, где в финале в пятисетовом поединке одолел Ярослава Дробного, и Уимблдонский турнир, победив сначала вторую ракетку турнира Билла Талберта, а затем посеянного первым Фрэнка Седжмена. Несмотря на поражение в первом круге чемпионата США, Патти по итогам сезона был признан лучшим теннисистом мира среди любителей. На следующий год постоянно проживавший в Европе Патти в первый и последний раз сыграл за сборную США, принеся ей в матче Кубка Дэвиса по очку в одиночном и парном разрядах.
В дальнейшем Патти не удавалось больше повторить успеха, достигнутого в 1950 году, хотя он ещё несколько раз играл в полуфинале и на Уимблдоне, и на чемпионате Франции. В 1953 году в полуфинале чемпионата Франции он уступил Дробному в матче из 93 геймов, длившемся 4 часа 20 минут чистого времени и бывшем самым долгим в истории из игравшихся в один день (ещё более длинный матч Чарли Пасарелл-Панчо Гонсалес в 1969 году растянулся на два игровых дня). По воспоминаниям Патти, в пятом сете при счёте 10-10 он уже не мог ничего разглядеть и проиграл два решающих гейма. В следующие два года он проигрывал в полуфинале будущим чемпионам — всё тому же Дробному, а затем Тони Траберту. В то же время ему неоднократно удавалось выиграть лишь чуть менее престижные турниры, став чемпионом Италии и чемпионом Швеции 1954 года и дважды подряд победив на международном чемпионате Германии. Всего за 15 лет игровой карьеры Патти выиграл 76 турниров в одиночном разряде и семь раз включался в десятку сильнейших теннисистов мира.
В 1957 году в 33 года, объединив усилия с 43-летним Гарднаром Маллоем, Патти завоевал ещё один титул на турнирах Большого шлема, выиграв Уимблдонский турнир. Победив в финале посеянных первыми Лью Хоуда и Нила Фрейзера (которым на тот момент было соответственно 22 и 23 года), они стали самой старой парой, выигрывавшей Уимблдон после Первой мировой войны. Позже, на чемпионате США, они снова дошли до финала, став самыми старыми финалистами в истории турнира, но проиграли Фрейзеру и Эшли Куперу.
Обладавший царственной осанкой и одетый с иголочки Патти всегда выделялся среди прочих теннисистов, заработав у газетчиков репутацию плейбоя. Законодатель теннисной моды Джон Барретт назвал его «самым изысканным из теннисистов», тренер австралийской сборной Гарри Хопман — «теннисным Красавчиком Браммелом». В отличие от многих ведущих теннисистов своего времени Патти так и не присоединился к профессиональному теннисному туру, завершив в 1960 году теннисную карьеру в ранге любителя. В 1977 году его имя было включено в списки Международного зала теннисной славы.
С 1948 года проживал в Париже, где работал как туристический агент, а позже перешёл в торговлю недвижимостью. Снялся в эпизодических ролях в нескольких кинофильмах Последние годы жизни провёл в Лозанне (Швейцария). Умер в октябре 2021 года в возрасте 97 лет, оставив после себя жену Марсину Марию Сфеззу и двух дочерей.

## Участие в финалах турниров Большого шлема за карьеру

### Одиночный разряд (2-1)
| Результат | Год  | Турнир              | Покрытие | Соперник в финале | Счёт в финале           |
| --------- | ---- | ------------------- | -------- | ----------------- | ----------------------- |
| Поражение | 1949 | Чемпионат Франции   | Грунт    | Фрэнк Паркер      | 3-6, 6-1, 1-6, 4-6      |
| Победа    | 1950 | Чемпионат Франции   | Грунт    | Ярослав Дробный   | 6-1, 6-2, 3-6, 5-7, 7-5 |
| Победа    | 1950 | Уимблдонский турнир | Трава    | Фрэнк Седжмен     | 6-1, 8-10, 6-2, 6-3     |

### Мужской парный разряд (1-1)
| Результат | Год  | Турнир              | Покрытие | Партнёр        | Соперники в финале     | Счёт в финале       |
| --------- | ---- | ------------------- | -------- | -------------- | ---------------------- | ------------------- |
| Победа    | 1957 | Уимблдонский турнир | Трава    | Гарднар Маллой | Нил Фрейзер Лью Хоуд   | 8-10, 6-4, 6-4, 6-4 |
| Поражение | 1957 | Чемпионат США       | Трава    | Гарднар Маллой | Эшли Купер Нил Фрейзер | 6-4, 3-6, 7-9, 3-6  |

### Смешанный парный разряд (1-0)
| Результат | Год  | Турнир            | Покрытие | Партнёрша  | Соперники в финале     | Счёт в финале |
| --------- | ---- | ----------------- | -------- | ---------- | ---------------------- | ------------- |
| Победа    | 1946 | Чемпионат Франции | Грунт    | Полин Бетц | Дороти Банди Том Браун | 7-5, 9-7      |